# Teuthraustes
Genre
Synonymes
- Heterochactas Pocock, 1893
- Uroctonoides Chamberlin, 1920

Teuthraustes est un genre de scorpions de la famille des Chactidae.

## Distribution
Les espèces de ce genre se rencontrent dans le Nord de l'Amérique du Sud.

## Liste des espèces
Selon The Scorpion Files (21/09/2022) :
- Teuthraustes adrianae González-Sponga, 1975
- Teuthraustes akananensis González-Sponga, 1984
- Teuthraustes amazonicus (Simon, 1880)
- Teuthraustes atramentarius Simon, 1878
- Teuthraustes braziliensis Lourenço & Duhem, 2010
- Teuthraustes camposi (Mello-Leitão, 1939)
- Teuthraustes carmelinae Scorza, 1954
- Teuthraustes castiglii Rossi, 2015
- Teuthraustes dubius (Borelli, 1899)
- Teuthraustes festae (Borelli, 1899)
- Teuthraustes gervaisii (Pocock, 1893)
- Teuthraustes giupponii Ythier & Lourenço, 2017
- Teuthraustes glaber Kraepelin, 1912
- Teuthraustes guerdouxi Lourenço, 1995
- Teuthraustes japura Lourenço & Ythier, 2022
- Teuthraustes khodayarii Ythier & Lourenço, 2017
- Teuthraustes kuryi Ythier & Lourenço, 2017
- Teuthraustes lisei Lourenço, 1994
- Teuthraustes lojanus (Pocock, 1900)
- Teuthraustes maturaca González-Sponga, 1991
- Teuthraustes newaribe Lourenço, Ponce de Leao Giupponi & Pedroso, 2011
- Teuthraustes oculatus Pocock, 1900
- Teuthraustes ohausi Kraepelin, 1912
- Teuthraustes reticulatus González-Sponga, 1991
- Teuthraustes rosenbergi (Pocock, 1898)
- Teuthraustes simonsi (Pocock, 1900)
- Teuthraustes whymperi (Pocock, 1893)
- Teuthraustes wittii (Kraepelin, 1896)

## Systématique et taxinomie
Ce genre a été décrit par Simon en 1878.
Heterochactas a été placé en synonymie par Kraepelin en 1899.
Uroctonoides a été placé en synonymie par Soleglad en 1973.

## Publication originale
- Simon, 1878 : « Études arachnologiques. 9 mémoire. XV. Descriptions de deux nouveaux genres de l'ordre des Scorpions. » Annales de la Société entomologique de France, sér. 5, vol. 8, p. 399–402 (texte intégral).